# Tretalig slamkrypa
Tretalig slamkrypa (Elatine triandra) är en växtart i familjen Slamkrypeväxter.